# Адміністративний устрій Дубровицького району
Адміністративний устрій Дубровицького району — адміністративно-територіальний поділ Дубровицького району Рівненської області на 2 сільські громади, 1 міську раду і 17 сільські ради, які об'єднують 59 населених пунктів та підпорядковані Дубровицькій районній раді. Адміністративний центр — місто Дубровиця.

## Список громад Дубровицького району
| № | Назва                     | Центр       | Населені пункти                                                                               | Площа км² | Населення (2001), чол. |
| - | ------------------------- | ----------- | --------------------------------------------------------------------------------------------- | --------- | ---------------------- |
| 1 | Висоцька сільська громада | c.* Висоцьк | c. Вербівка c. Висоцьк c. Золоте c. Людинь c. Партизанське c. Рудня c. Хилін                  |           | 4504                   |
| 2 | Миляцька сільська громада | c. Миляч    | c. Біле c. Будимля c. Жадень c. Лугове c. Миляч c. Переброди c. Смородськ c. Удрицьк c. Хочин |           | 6319                   |

## Список рад Дубровицького району
| №  | Назва                          | Центр           | Населені пункти                                      | Площа км² | Населення (2001), чол. |
| -- | ------------------------------ | --------------- | ---------------------------------------------------- | --------- | ---------------------- |
| 1  | Дубровицька міська рада        | м.* Дубровиця   | м. Дубровиця                                         |           | 9430                   |
| 2  | Бережківська сільська рада     | с. Бережки      | с. Бережки с. Узлісся                                | 40,357    | 1987                   |
| 3  | Бережницька сільська рада      | с. Бережниця    | с. Бережниця с. Білаші с. Підлісне                   | 46,860    | 1184                   |
| 4  | Берестівська сільська рада     | c. Берестя      | c. Берестя                                           | 25,756    | 2719                   |
| 5  | Великоозерянська сільська рада | c. Великі Озера | c. Великий Черемель c. Великі Озера с. Різки с. Шахи | 200,609   | 1202                   |
| 6  | Велюнська сільська рада        | c. Велюнь       | c. Велюнь с. Загребля                                | 30,550    | 865                    |
| 7  | Залузька сільська рада         | c. Залужжя      | c. Залужжя                                           | 75,834    | 1744                   |
| 8  | Колківська сільська рада       | c. Колки        | c. Заслуччя c. Колки c. Порубка                      | 47,584    | 3064                   |
| 9  | Лісівська сільська рада        | c. Лісове       | c. Лісове c. Озерськ                                 | 109,554   | 1106                   |
| 10 | Лютинська сільська рада        | c. Лютинськ     | c. Лютинськ                                          | 1,603     | 1307                   |
| 11 | Мочулищенська сільська рада    | c. Мочулище     | c. Крупове c. Мочулище c. Острівці                   | 78,254    | 1671                   |
| 12 | Нивецька сільська рада         | c. Нивецьк      | c. Грицьки c. Нивецьк c. Працюки                     | 40,486    | 701                    |
| 13 | Осівська сільська рада         | c. Осова        | c. Осова                                             | 32,474    | 1125                   |
| 14 | Сварицевицька сільська рада    | c. Сварицевичі  | c. Зелень c. Сварицевичі                             | 77,959    | 2719                   |
| 15 | Селецька сільська рада         | c. Селець       | c. Селець c. Ясинець                                 | 69,629    | 2520                   |
| 16 | Соломіївська сільська рада     | c. Соломіївка   | c. Кураш c. Орв'яниця c. Соломіївка                  | 48,217    | 2910                   |
| 17 | Трипутнянська сільська рада    | c. Трипутня     | c. Вільне c. Грані c. Кривиця c. Літвиця c. Трипутня | 118,209   | 1585                   |
| 18 | Туменська сільська рада        | c. Тумень       | c. Бродець c. Городище c. Тумень                     | 69,686    | 1462                   |

## Історія

### Список рад, котрі припинили існування після початку децентралізації 2015 року
| № | Назва                        | Центр        | Населені пункти                              | Площа км² | Населення (2001), чол. |
| - | ---------------------------- | ------------ | -------------------------------------------- | --------- | ---------------------- |
| 1 | Висоцька сільська рада       | c. Висоцьк   | c. Вербівка c. Висоцьк c. Хилін              | 117,547   | 2790                   |
| 2 | Жаденська сільська рада      | c. Жадень    | c. Жадень                                    | 79,873    | 980                    |
| 3 | Людинська сільська рада      | c. Людинь    | c. Золоте c. Людинь c. Партизанське c. Рудня | 112,351   | 2162                   |
| 4 | Миляцька сільська рада       | c. Миляч     | c. Біле c. Лугове c. Миляч                   | 121,472   | 2020                   |
| 5 | Перебродівська сільська рада | c. Переброди | c. Будимля c. Переброди                      | 196,150   | 2176                   |
| 6 | Удрицька сільська рада       | c. Удрицьк   | c. Смородськ c. Удрицьк c. Хочин             | 56,857    | 1747                   |

* Примітки: м. — місто, смт — селище міського типу, с. — село